# スバルナレーカー川

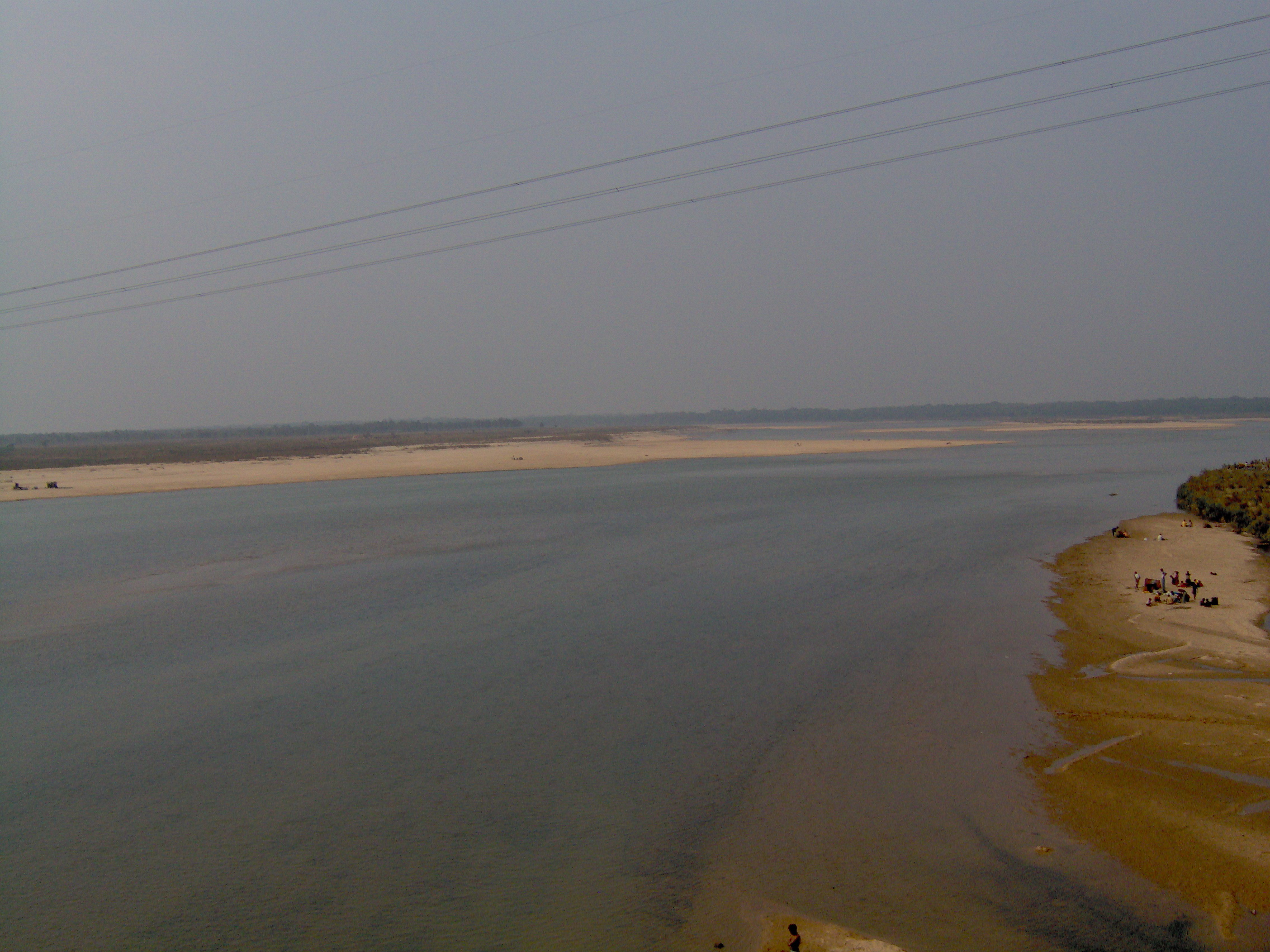
スバルナレーカー川

スバルナレーカー川（スバルナレーカーがわ、ヒンディー語:सुवर्णरेखा नदी、オリヤー語:ସୁବର୍ଣରେଖା ନଦୀ、ベンガル語:সুবর্ণরেখা নদী）は、インド東部のジャールカンド州、西ベンガル州、オリッサ州を流れる川。
スヴァルナレーカー川（Svarnarekha River）とも呼ばれる。

## 概要
伝説では、ラーンチー近くのピスカという村で川の水源で金が発見され、「金の縞」を意味する「スルバルナレーカー」が名付けられた。今でも人々はこの川で砂金を探している。

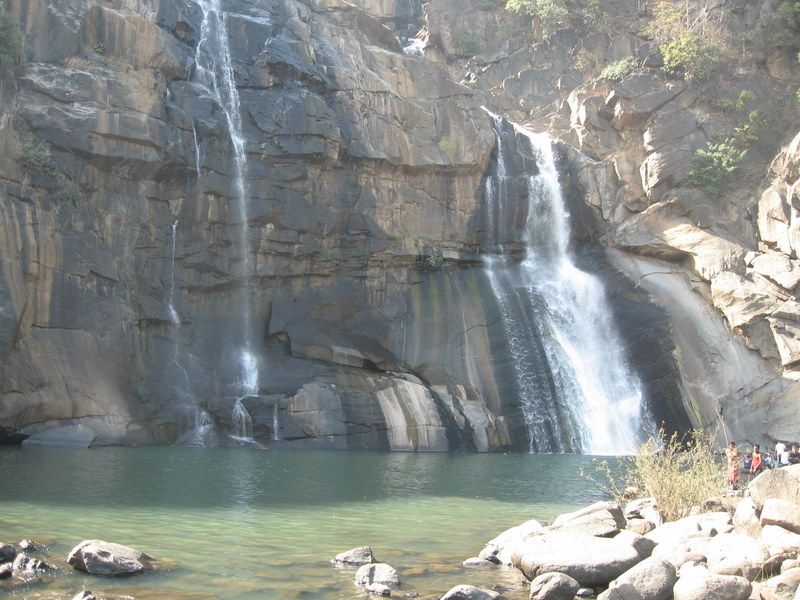
フンダル滝を流れるスバルナレーカー川

この川はジャールカンド州の州都ラーンチー近くピスカを水源とし、ラーンチー県などの諸県を横切り、西ベンガル州の西ミドナープル県を83キロにわたって横切る。最後にはバラソール県を79キロにわたって横切り、ベンガル湾に流れ着く。川の距離は総計395キロになる。
スバルナレーカー川はジャールカンド州のラーンチー県を経由するとき、インドで34番目の高さ（98m）を持つフンダル滝を経由して流れている。